# Beijer Hockey Games 2019
5. edycja turnieju Beijer Hockey Games była rozgrywana w dniach 7–10 lutego 2019 roku. Wcześniej turniej rozgrywany był pod nazwą Oddset Hockey Games oraz Sweden Hockey Games. Brały w nim udział cztery reprezentacje: Czech, Szwecji, Finlandii i Rosji. Każdy zespół rozegrał po trzy spotkania, łącznie odbyło się sześć meczów. Pięć spotkań rozegrano w hali Hovet w Sztokholmie, jeden mecz odbył się w rosyjskim Jarosławiu w hali Arena 2000. Turniej był trzecim, zaliczanym do klasyfikacji Euro Hockey Tour w sezonie 2018/2019.

## Wyniki
| 7 lutego 2019 | Rosja | 3:2 pk. | Finlandia | Arena 2000, Jarosław |

| Szczegóły      | Szczegóły                                                                | Szczegóły                 | Szczegóły                                    | Szczegóły |
| -------------- | ------------------------------------------------------------------------ | ------------------------- | -------------------------------------------- | --- |
| Godzina: 17:30 | I. Michiejew (EQ) 04:06 I. Michiejew (EQ) 44:05 D. Kagarlicki (SO) 65:00 | (1:0, 0:0, 1:1, 0:0, 1:0) | 00:28 (EQ) N. Ojamäki 59:51 (EQ) M. Lehtonen | Widzów: 9046 Sędzia główny: Vladimir Pešina Oldřich Hejduk Sędziowie liniowi: Nikita Szałagin Dmitrij Sziszło |
| Godzina: 17:30 | 8 min. kar                                                               |                           | 8 min. kar                                   | Widzów: 9046 Sędzia główny: Vladimir Pešina Oldřich Hejduk Sędziowie liniowi: Nikita Szałagin Dmitrij Sziszło |

| 7 lutego 2019 | Czechy | 5:2 | Szwecja | Hovet, Sztokholm |

| Szczegóły      | Szczegóły                                                                                            | Szczegóły       | Szczegóły                                      | Szczegóły                                                                                               |
| -------------- | --- | --------------- | ---------------------------------------------- | --- |
| Godzina: 19:00 | M. Kvapil (PP) 27:10 J. Kovář (PP) 36:33 J. Kovář (EQ) 46:44 J. Kovář (PP) 50:59 J. Sekáč (EN) 57:33 | (0:1, 2:0, 3:1) | 02:25 (PP) E. Bemström 58:02 (EQ) J. Davidsson | Widzów: 6377 Sędzia główny: Joonas Kova Kristian Vikman Sędziowie liniowi: Johan Löfgren Daniel Persson |
| Godzina: 19:00 | 10 min. kar                                                                                          |                 | 33 min. kar                                    | Widzów: 6377 Sędzia główny: Joonas Kova Kristian Vikman Sędziowie liniowi: Johan Löfgren Daniel Persson |

| 9 lutego 2019 | Finlandia | 1:3 | Czechy | Hovet, Sztokholm |

| Szczegóły      | Szczegóły  | Szczegóły       | Szczegóły   | Szczegóły                                                                                                 |
| -------------- | ---------- | --------------- | ----------- | --- |
| Godzina: 12:00 |            | (0:0, 0:2, 1:1) |             | Widzów: 1891 Sędzia główny: Christoffer Holm Mikael Nord Sędziowie liniowi: David Laksola Ludvig Lundgren |
| Godzina: 12:00 | 8 min. kar |                 | 33 min. kar | Widzów: 1891 Sędzia główny: Christoffer Holm Mikael Nord Sędziowie liniowi: David Laksola Ludvig Lundgren |

| 9 lutego 2019 | Szwecja | 4:2 | Rosja | Hovet, Sztokholm |

| Szczegóły      | Szczegóły   | Szczegóły       | Szczegóły  | Szczegóły |
| -------------- | ----------- | --------------- | ---------- | --- |
| Godzina: 15:30 |             | (0:0, 2:0, 2:2) |            | Widzów: 7720 Sędzia główny: Joonas Kova Kristian Vikman Sędziowie liniowi: Tobias Nordlander Andreas Malmqvist |
| Godzina: 15:30 | 12 min. kar |                 | 8 min. kar | Widzów: 7720 Sędzia główny: Joonas Kova Kristian Vikman Sędziowie liniowi: Tobias Nordlander Andreas Malmqvist |

| 10 lutego 2019 | Rosja | 3:1 | Czechy | Hovet, Sztokholm |

| Szczegóły      | Szczegóły  | Szczegóły       | Szczegóły  | Szczegóły                                                                                               |
| -------------- | ---------- | --------------- | ---------- | --- |
| Godzina: 12:00 |            | (0:0, 2:1, 1:0) |            | Widzów: 1732 Sędzia główny: Mikael Nord Marcus Linde Sędziowie liniowi: Tobias Nordlander Johan Löfgren |
| Godzina: 12:00 | 6 min. kar |                 | 8 min. kar | Widzów: 1732 Sędzia główny: Mikael Nord Marcus Linde Sędziowie liniowi: Tobias Nordlander Johan Löfgren |

| 10 lutego 2019 | Szwecja | 4:5 pk. | Finlandia | Hovet, Sztokholm |

| Szczegóły      | Szczegóły  | Szczegóły                 | Szczegóły  | Szczegóły |
| -------------- | ---------- | ------------------------- | ---------- | --- |
| Godzina: 15:30 |            | (1:0, 1:2, 2:2, 0:0, 0:1) |            | Widzów: 7784 Sędzia główny: Jurij Oskirko Jewgienij Romasko Sędziowie liniowi: Andreas Malmqvist Ludvig Lundgren |
| Godzina: 15:30 | 2 min. kar |                           | 4 min. kar | Widzów: 7784 Sędzia główny: Jurij Oskirko Jewgienij Romasko Sędziowie liniowi: Andreas Malmqvist Ludvig Lundgren |

## Klasyfikacja
| Poz. | Zespół    | M | Pkt | Z | WpD | PpD | P | G+ | G- | +/- |
| ---- | --------- | - | --- | - | --- | --- | - | -- | -- | --- |
| 1    | Czechy    | 3 | 6   | 2 | 0   | 0   | 1 | 9  | 6  | +3  |
| 2    | Rosja     | 3 | 5   | 1 | 1   | 0   | 1 | 8  | 7  | +1  |
| 3    | Szwecja   | 3 | 4   | 1 | 0   | 1   | 1 | 10 | 12 | -2  |
| 4    | Finlandia | 3 | 3   | 0 | 1   | 1   | 1 | 8  | 10 | -2  |